# Gabriel-Reaktion
Die Gabriel-Reaktion ist eine Namensreaktion in der organischen Chemie und nach dem deutschen Chemiker Siegmund Gabriel (1851–1924) benannt. Die Reaktion dient der Synthese von cyclischen Aminen aus α-Halogenethylaminen.

## Übersichtsreaktion
In der ursprünglichen Gabriel-Reaktion reagiert α-Halogenethylamin mit Natriumhydroxid (alternativ Kaliumhydroxid) unter Wasserabspaltung zu Aziridin. 

## Reaktionsmechanismus
Im beschriebenen Mechanismus
greift zunächst die nukleophile Aminogruppe des α-Halogenethylamins [hier α-Bromethylamin (1)] das Kohlenstoffatom intramolekular an, sodass als Zwischenprodukt ein Aziridinium-Kation (2) und ein Bromid-Anion entstehen. Diese reagieren in Abwesenheit einer Base schnell zurück zum Ausgangsstoff. Die Zugabe einer Base (hier Kaliumhydroxid) verhindert die Rückreaktion, indem sich das entsprechende Salz (hier Kaliumbromid) und unter Deprotonierung das gewünschte Produkt Aziridin (3) sowie Wasser bilden.
Wichtig ist, dass NaOH und KOH schwächere Basen als die Aminogruppe sind und somit α-Bromethylamin (1) nicht deprotonieren können.

## Varianten
Mit dieser Reaktion können analog 4-, 5-, und 6-gliedrige cyclische Amine hergestellt werden.